# The Celtic Winter
The Celtic Winter ist eine EP der polnischen Metal-Band Graveland. Sie wurde 1994 über Melissa Productions als Audiokassette veröffentlicht. Die unter dem gleichen Titel im selben Jahr erschienene CD-Version mit dreien der sieben Titel sollte ursprünglich über Hammer of Damnation Records erscheinen, die Plattenfirma konnte das nötige Geld jedoch nicht aufbringen; infolgedessen wurde sie von der Plattenfirma No Colours Records als deren erste Veröffentlichung herausgegeben. Im September 2008 wurde The Celtic Winter zusammen mit In the Glare of Burning Churches, Following the Voice of Blood und Immortal Pride durch die Bundesprüfstelle für jugendgefährdende Medien indiziert (Liste B).

## Titelliste
1. Intro – 03:16
2. Call of the Black Forest – 04:22
3. Hordes of Empire – 04:38
4. The Night of Fullmoon – 05:32
5. The Gates to the Kingdom of Darkness – 06:42
6. The Return of Funeral Winds – 08:25
7. Outro – 03:17

Die Mini-CD war die erste Veröffentlichung von No Colours Records überhaupt (NC001), diese enthält ausschließlich die Titel Hordes of Empire, The Gates to the Kingdom of Darkness und The Return of Funeral Winds, die Version von 1996 (NC010) enthält alle Titel. In der Liste der Veröffentlichungen von No Colours erscheint die EP aufgrund der Indizierung jedoch unter dem Namen Evarg - TCW.

## Gestaltung
Das ursprüngliche Cover zeigt einen Kreis um ein Heptagon, das ein Heptagramm umgibt, in dessen Mitte sich wiederum ein Drudenfuß befindet. Auf dem CD-Cover hingegen ist eine Photographie einer zugefrorenen Landschaft zu sehen.

## Musikstil und Texte
The Celtic Winter ist in einem professionellen Tonstudio aufgenommen worden und weitaus besser produziert als der Vorläufer In the Glare of Burning Churches, aber dennoch sehr harsch. Die Lieder Hordes of Empire, Night of Fullmoon und the Gates of the Kingdom of Darkness sind bereits (teilweise als Bonusmaterial) auf diesem Demo erschienen und wurden für The Celtic Winter neu eingespielt.
Die EP beginnt mit einem instrumentalen Einklang; dieser beginnt mit dem Blasen des Windes, bis nach etwa einer halben Minute ein Keyboard einsetzt, zu dem allmählich lauter werdende Geräusche einer Schlachtszene kommen. Die Stücke sind in Gravelands damaligen Midtempo-Stil gehalten und teilweise mit Keyboards unterlegt.
Rob Darkens Stimme ist mit Nachhall unterlegt. Laut John Chedsey von Satan Stole My Teddybear ist der Bestandteil Celtic im Titel der Veröffentlichung wohl kein Zufall, da die Gitarren ihn an Celtic Frosts To mega therion erinnern. Die Riffs „entwickeln sich auseinander, wiederholen den ganzen Zyklus dann ein- oder zweimal, womit sie den Hörer in ein fantastisches Reich von Poesie und Dunkelheit ziehen“, so Zach Zimmerman von Examiner.com.
In den Texten behandelt die Band Beschwörungen und Krieg. Sie bezieht sich hierbei einerseits auf den Teufel, Luzifer, Baphomet und „unreine Geister“ als auch andererseits auf heidnische Götter und behandelt in letzterem Zusammenhang auch die Rache an den Christen für die Tötung der Hexen und Druiden in der Vergangenheit und für die alten Götter. Mit der Textzeile „Gods of the ancient (aryan) Europe“ im Lied Call of the Black Forest bezieht die Band sich auf das „alte (arische) Europa“ und somit auf den Nationalsozialismus.

## Kritiken
Chedsey verglich den Klang der Gitarren auf The Celtic Winter mit dem von Celtic Frosts To mega therion; wenn man ein Album als Inspiration für die eigene Band benötige, sei dieses jedoch eine sehr gute Wahl. Sein größtes Problem mit dieser Graveland-Veröffentlichung sei das Wissen um die spätere stilistische Entwicklung der Band hin zu epischerem, von Bathorys Hammerheart-Album beeinflusstem Material. The Celtic Winter diene als „anständige Reise und sogar als Epilog zu Celtic Frosts Morbid Tales“, sei jedoch nicht seine erste Wahl, wenn er in der Stimmung für Rob Darkens „exzentrische Unterhaltung“ sei. Zimmerman bezeichnete die Veröffentlichung als „Album, in dem man sich verlieren kann“. Sie sei „eines dieser Alben, denen man für eine Weile zuhört und wünscht, es würde nie enden“, und gut genug, um diesen Effekt Jahre nach dem ersten Hören zu erzielen.
Akhenaten von Judas Iscariot nannte The Celtic Winter zusammen mit Burzums Det som engang var und Darkthrones Transilvanian Hunger als eine der drei Veröffentlichungen, die für die Entwicklung seines persönlichen Black-Metal-Ideals wichtig gewesen seien. Balor von Morrigan bezeichnete die EP als „großartige Veröffentlichung“.